# Т-74
Т-74 (Індекс ГБТУ — Об'єкт 450)— радянський проєкт основного бойового танка.

## Історія створення
Основний бойовий танк Т-74 розроблявся в ініціативному порядку на Харківському Заводі імені Малишева. Головним конструктором танка був О.О. Морозов. Спочатку проєкт мав внутрішньозаводське позначення «Тема 101». 26 травня 1972 року О.О. Морозов виступив з доповіддю про проєкт нового основного танка Т-74. Пізніше проєкту був привласнений індекс ГБТУ - «Об'єкт 450». 31 липня 1971 року наказом Міністерства оборонної промисловості офіційно була задана розробка ескізного проєкту «Об'єкту 450». Однак у зв'язку зі складністю і дорожнечею розробки машини, роботи по «Об'єкту 450» були припинені.

## Опис конструкції
Основний бойовий танк Т-74 конструювався за альтернативною схемою компонування. Машина поділялася на 5 окремих відсіків: моторно-трансмісійне відділення, відсік з боєкомплектом, відділення з членами екіпажу, відділення зі зброєю і додатковим озброєнням, паливне відділення. Завдяки застосуванню нової схеми компонування передбачалося істотно поліпшити умови населеності машини, возимого боєкомплекту і запасу палива. При цьому, в порівнянні з танком Т-64 були зменшені габарити машини.

### Броньовий корпус і башта
Боєкомплект, гармата та інші основні компоненти танка були винесені з бойового відділення, а екіпаж при цьому розміщувався в нижній частині машини. Відділення з екіпажем шумоізольоване і повністю герметичне, що повинно було дозволяти членам екіпажу перемовлятися без танкового переговорного пристрою. При цьому було вирішено проблему загазованості бойового відділення, а також виключена небезпека затяжного пострілу, пошкодження та забруднення боєкомплекту. Моторно-трансмісійне відділення було зменшено і становило 1/5 частина довжини корпусу машини. Дах бойового відділення повинен був виконуватися з легких сплавів алюмінію.

### Озброєння
Як основне озброєння передбачалося використовувати 125-мм гладкоствольну гармату Д-85 (2А47). Механізм заряджання гармати були отримані шляхом механізму заряджання танка Т-64А. Боєкомплект, повинен був становити 60 пострілів. Як варіант розглядалося використання 130-мм гармати. Додатково повинні були встановлюватися два 7,62-мм кулемети ПКТ і 30-мм дрібнокаліберна автоматична гармата.

### Двигун і трансмісія
Як силова установка розглядався газотурбінний двигун, потужністю 1250 к.с. Моторно-трансмісійне відділення виконувалося на базі вузлів і агрегатів танка Т-64А.

### Ходова частина
Ходова частина Т-74 повинна була бути уніфікована з ходовою частиною танка Т-64А.